# Mesochorus macrophyae
Mesochorus macrophyae là một loài tò vò trong họ Ichneumonidae.